# Автоматика и телемеханика (журнал)

Обложка журнала

Автоматика и телемеханика (англ. Automation and Remote Control, ISSN 0005-2310, eISSN 2413-9777) — российский журнал, учреждённый отделением проблем машиностроения, механики и процессов управления Российской академии наук, совместно с Институтом проблем управления имени Трапезникова РАН и Институтом проблем передачи информации РАН. Журнал отражает исследования и разработки в области теории и техники автоматического регулирования. Первый в мире научный журнал, специально посвящённый вопросам теории управления. Журнал выпускается Издательством «Наука».
Главный редактор — член-корреспондент РАН Галяев Андрей Алексеевич.

## История
В 1934 году Президиум Академии наук СССР организовал под руководством академика А. А. Чернышёва Комиссию автоматики и телемеханики, работавшую на общественных началах. Её усилиями в 1935 году была проведена Всесоюзная конференция по автоматике, телемеханике и диспетчеризации.
В апреле 1936 года был подписан к печати первый номер нового журнала.
Первым главным редактором стал сам Чернышёв. В 1938 году его сменил член-корреспондент Академии наук В. И. Коваленков. Периодичность издания была 6 номеров в год при годовом объёме около 50 авторских листов, тираж в предвоенные годы изменялся в пределах 2500—3300 экземпляров.
В июне 1939 года организован Институт автоматики и телемеханики и издание журнала передано в его ведение.
Журнал не издавался во время Второй мировой войны, большой перерыв с 1941 по 1946 годы.
С 1951 года более 35 лет редколлегию журнала возглавлял академик В.А. Трапезников.
С 1956 года журнал стал ежемесячным; с тех же пор, начиная с первого номера этого года, осуществляется полный перевод журнала на английский язык и издание его в США под названием "Automation and Remote Control". Годовой объем к середине 70-х годов достиг 210-220 авторских листов, сохраняясь на этом уровне и сейчас. За время своего существования "Автоматика и телемеханика" опубликовала около 10000 статей и заметок авторов из всех республик бывшего СССР, ученых из многих зарубежных стран.
Годовой объём с середины 1970-х годов — 210—220 авторских листов. За время своего существования журнал опубликовал около 10 тыс. статей.

## Вхождение в базы данных
Журнал “Автоматика и телемеханика” 
- входит в “Список ВАК” 2022 г. (Перечень рецензируемых научных изданий, в которых должны быть опубликованы основные результаты диссертаций на соискание ученой степени кандидата наук, на соискание ученой степени доктора наук).
- входит в “Белый список” научных журналов - страница журнала.
- представлен на платформах РНЖ, РИНЦ, eLibrary, DOAJ.

## Automation and Remote Control (англ. версия)
Сокращение: ARC
Печатный ISSN 0005-1179
Электронный ISSN (eISSN) 1608-3032 (Свидетельство о регистрации СМИ № ФС77-84851 01 марта 2023 г.).
Перевод и публикация статей осуществляется силами английской части редакционной коллегии. 
Содержание журнала доступно на сайте Springer для выпусков с 2001 по 2022. 
С 2023 года выпуски журнала "Automation and Remote Control" распространяются на странице ait.mtas.ru в открытом доступе.
Журнал “Automation and Remote Control” 
- входит в “Список ВАК” 2022 г.
- входит в “Белый список” научных журналов - страница журнала.
- индексируется в основных базах цитирования и входит в Web of Science Core Collection (см. список журналов, входящих в WoS) и Scopus (см. список журналов, входящих в Scopus).

## Разделы
- Детерминированные системы
- Стохастические системы
- Системы массового обслуживания
- Дискретные системы
- Адаптивные и робастные системы
- Управление в социально-экономических системах
- Управление в биологических системах и медицине
- Моделирование поведения и интеллекта
- Автоматы
- Техническая диагностика
- Автоматизированные системы управления
- Вычислительная техника в управлении
- Технические средства в управлении
- Системы автоматизации производственных процессов
- Автоматизация проектирования и программирования
- Надёжность